# Брайтон (округ Франклин, Нью-Йорк)
Бра́йтон (англ. Brighton) — небольшой город в округе Франклин, штата Нью-Йорк. Население в 2000 году — 1682 чел. Город находится на территории парка Адирондак.

Город назван в честь английского города Брайтон. В городе в общине Поля Смита есть колледж Поля Смита (англ. Paul Smith’s College).